# Villaquilambre
Villaquilambre település Spanyolországban, León tartományban. Lakosainak száma 18 647 fő (2024).

## Földrajza
Villaquilambre León, Sariegos, Garrafe de Torío és Valdefresno községekkel határos.

## Népesség
A település lakosságának változását az alábbi diagram mutatja:
| Lakosok száma | 8728 | 11 741 | 15 068 | 17 013 | 18 124 | 18 456 | 18 666 | 18 638 | 18 589 | 18 647 |
|               | 2001 | 2004   | 2007   | 2009   | 2012   | 2014   | 2017   | 2019   | 2022   | 2024   |